# Fontaine de Paradis
Fontaine de Paradis, även benämnd Fontaine de Chaume och Fontaine de Soubise, är en fontän i Paris tredje arrondissement. Fontänen skapades år 1635 av arkitekten Augustin Guillain (1581–1636) och renoverades år 1705 av arkitekten Jean Beausire (1651–1743) och är belägen i korsningen av Rue des Archives och Rue des Francs-Bourgeois. Fontänen är inte längre i bruk.

## Omgivningar
- Saint-Denys-du-Saint-Sacrement
- Saint-Nicolas-des-Champs
- Sainte-Élisabeth-de-Hongrie
- Couvent des Madelonnettes
- Hospice des Enfants-Rouges
- Saint-Merri
- Saint-Paul-Saint-Louis
- Saint-Jacques-la-Boucherie
- Fontaine des Haudriettes
- Fontaine de Joyeuse
- Fontaine Boucherat

## Bilder
| - Fontaine de Paradis. |